# Аманбаев, Аксултан Аманбаевич
Аксултан Аманбаевич Аманбаев (каз. Ақсұлтан Аманбайұлы Аманбаев; род. 1940) — советский и казахстанский медицинский и государственный деятель, первый Министр здравоохранения Республики Казахстан.

## Биография
Родился 23 апреля 1940 года в селе Шаульдер Отырарского района Южно-Казахстанской области Казахской ССР.
В 1962 году окончил лечебный факультет Алма-Атинского государственного медицинского института. В 1974 году окончил аспирантуру НИИ клинической и экспериментальной хирургии НАН Республики Казахстан, кандидат медицинских наук (тема диссертации «Некоторые вопросы подготовительного этапа к пересадке сердца»).
С 1962 по 1966 год работал врачом на Туркестанской железной дороге, в 1966—1969 годах — в Тюлькубасском районе Южно-Казахстанской области, в 1969—1984 годах — в Казахском научно-исследовательском институте клинических и экспериментальных исследований.
С 1984 года Аксултан Аманбаевич Аманбаев был заместителем заведующего отдела просвещения и здравоохранения Управления делами Совета Министров Казахской ССР и заместителем начальника управления здравоохранения и образования Совета Министров Казахской ССР.
С 1987 по 1990 год — заместитель Министра здравоохранения Казахской ССР. В 1990—1992 годах был Министром здравоохранения Казахской ССР и затем — Республики Казахстан.
После отставки отошёл от государственной деятельности, работал директором детского сада, занимался бизнесом.
С 1998 года — на пенсии.
Был награждён медалями Республики Казахстан.